# 龍居由佳里
龍居由佳里（1958年11月11日—），日本女性編劇，東京都出身。

## 人物
東洋大學文學系畢業後，進入日活攝影所（與北川悅吏子曾是同事）。1995年，以《オ・ト・ナにして ～Complex Blue》出道，同年，其編劇作《白色之戀》造成收視熱潮，最終回達23.9％的高收視。其後，和橋部敦子合寫的《天使之愛》引起話題；2002年，亦以《不需要愛情的夏天》收穫佳評並獲第34回日劇學院賞劇本獎。
2004年，以話題劇《砂之器》獲橋田賞。
在企劃製作人的身分後，目前為自由劇作家。

## 編劇作品

### 電視劇
- 《オ・ト・ナにして ～Complex Blue》
- 《白色之戀》（1995年，日本電視台）
- 《天使之愛（日语：ピュア (テレビドラマ)）》（1996年，富士電視台）─和橋部敦子合寫
- 《處女之路》（1997年，富士電視台）
- 《愛不說抱歉（日语：愛、ときどき嘘）》（1998年，日本電視台）
- 《半張雙人床（日语：セミダブル）》（1999年，富士電視台）
- 《柏拉圖式性愛》（2001年，富士電視台）
- 《白影》（2001年，TBS）
- 《沒有海圖的旅途（日语：海図のない旅）》（2002年，NHK）
- 《不需要愛情的夏天》（2002年，TBS）
- 《天使的歌聲～兒科醫院的奇蹟～（日语：天使の歌声 〜小児病棟の奇跡〜）》（2002年，富士電視台）
- 《流轉的王妃》（2003年，朝日電視台）
- 《砂之器》（2004年，TBS）
- 《今晚一個人睡（日语：今夜ひとりのベッドで）》（2005年，TBS）
- 《生きててもいい…？～ひまわりの咲く家～》（2006年，富士電視台）
- 《小兒救命（日语：小児救命）》（2008年，朝日電視台）
- 《結婚萬歲》（2009年，富士電視台）
- 《殺人草莓夜 電視特別篇》（2010年，富士電視台）
- 《心的連繫（日语：心の糸）》（2011年，NHK綜合頻道）
- 《殺人草莓夜 電視連續劇版》（2012年，富士電視台）
- 《二十四之瞳（日语：二十四の瞳#2013年版）》（2013年，朝日電視台）
- 《很想擁抱你！Forever（日语：抱きしめたい！Forever）》（2013年，富士電視台）
- 《「黄金のバンタム」を破った男〜ファイティング原田物語〜（日语：「黄金のバンタム」を破った男〜ファイティング原田物語〜）》（2014年，富士電視台）
- 《森光子を生きた女〜日本一愛されたお母さんは、日本一寂しい女だった〜（日语：森光子を生きた女〜日本一愛されたお母さんは、日本一寂しい女だった〜）》（2014年，富士電視台）
- 《Out Burn～暴力女刑事・八神瑛子～（日语：アウトバーン　マル暴の女刑事・八神瑛子）》（2014年，富士電視台）
- 《媽媽爸爸的生存理由（日语：ママとパパが生きる理由。）》（2014年，TBS）
- 《一千兆圓的贖金（日语：一千兆円の身代金）》（2015年，富士電視台）
- 《越路吹雪物語（日语：越路吹雪物語）》（2018年，朝日電視台）
- 《絕不交給你（日语：あなたには渡さない）》（2018年，朝日電視台）
- 《晴〜綜合商社之女（日语：ハル〜総合商社の女〜）》（2019年，東京電視台）
- 《18／40～兩人的夢想與愛情～》（2023年，TBS）

### 電影
- 《小勇者們～卡美拉～》（2006年，角川映畫）
- 《殺人草莓夜》（2013年，東寶）
- 《四月是你的謊言》（2016年，東寶）
- 《失控的照護（日语：ロストケア）》（2023年，日活、東京Theatre）
- 《52赫茲的鯨魚們》（2024年，GAGA）

## 獎項
- 第34回日劇學院賞劇本獎（《不需要愛情的夏天》）
- 第12回橋田賞（《砂之器》）

## 外部連結
- 龍居由佳里 allcinema.net （页面存档备份，存于）